# Galaxy (jeu vidéo)
Pour les articles homonymes, voir Galaxy.
Galaxy est un jeu vidéo de type wargame. Initialement baptisé Galactic Empires, il est développé par Tom Cleaver sur un ordinateur Apple II à la fin des années 1970 et s’inspire de jeu de plateau comme Diplomacy et Risk. Après avoir distribué son programme par email, il décide de le faire éditer et entre en contact avec PowerSoft qui publie le jeu fin 1979. Malgré des critiques plutôt favorables, le jeu ne se vend pas très bien et Tom Cleaver envisage donc de le proposer à un éditeur de plus grande envergure. Il envoie alors son programme à Avalon Hill qui, impressionné par celui-ci, lui propose de reprogrammer le jeu sur Apple II et d’en superviser la conversion sur Atari 8-bit, TRS-80 et Commodore PET. Il recrute alors un programmeur avec qui il travaille pendant quatre mois sur une nouvelle version du programme, qu’il baptise Galaxy et qui est publié en 1981. Dans le jeu, jusqu’à vingt joueurs s’affrontent pour le contrôle d’un groupe d’étoiles disséminés sur  une grille de 20x20 cases. Chaque joueur débute la partie avec une étoile et une centaine de vaisseaux, qui peuvent être envoyé vers d’autres monde afin d’en prendre le contrôle. Ces dernières peuvent se révéler stériles et sans défense, ou au contraire être industrialisées et disposer de vaisseaux de guerre pour assurer leur défense. Chaque monde produit un certain nombre de vaisseau par tour et en prenant le contrôle de nouvelles étoiles, le joueur développe son industrie, ce qui lui permet de produire de nouveaux vaisseaux pour poursuivre son expansion,. 

## Système de jeu
Galaxy est un wargame dans lequel jusqu’à vingt joueurs s’affrontent pour le contrôle d’un groupe d’étoiles,. Au début d’une partie, les joueurs définissent d’abord le nombre de participants, le nombre d’étoiles (entre 5 et 40) et la durée en tour de la partie (entre 1 et 100). Les étoiles sont alors placées de manière aléatoire sur une grille de 20x20 cases, les joueurs ayant la possibilité de réinitialiser ce placement s’il ne leur convient pas, puis le programme génère les caractéristiques de chaque étoile. Chaque joueur se voit ensuite assigner une étoile et une centaine de vaisseaux spatiaux, nombre qui est ajusté en fonction de la position plus ou moins avantageuse de son monde de départ. Les autres étoiles constituent des mondes neutres qui peuvent, suivant l’option choisie par les joueurs, soit se construire une flotte défensive, soit rester sans défense. Chaque étoile est caractérisée par sa capacité de production, qui détermine le nombre de vaisseaux qu’elle peut produire par tour. Les mondes de départ peuvent systématiquement en produire dix par tour alors que pour les autres, ce nombre varie entre zéro et treize. Le jeu se déroule au tour par tour, chaque tour étant divisé en trois phases. La première, la phase de lancement, permet aux joueurs d’envoyer, chacun à leur tour, des vaisseaux depuis un de leurs mondes vers une autre étoile, sans que les autres joueurs n’en soient informés. Cette phase permet également aux joueurs de visualiser la grille indiquant la position des étoiles et d’accéder à un menu qui permet de quitter la partie ou de changer la durée de la partie. Une fois que tous les joueurs ont donné des instructions à leurs vaisseaux, le tour entre dans la phase de mouvement lors de laquelle l’ordinateur calcule les déplacements des vaisseaux. Les vaisseaux se déplacent de deux cases au tour de leur lancement, puis de trois cases par tour. Ces déplacements ne sont pas indiqués à l’écran et ne peuvent pas être changés par les joueurs. Si une flotte de vaisseaux atteint sa destination, elle doit affronter la flotte qui la défend lors de la phase de combat. La flotte défensive à l’avantage de tirer en premier, puis les deux flottes tirent chacune à leur tour jusqu’à ce que l’une d’elles soit anéantie. Si deux flottes arrivent sur le même monde au même tour, les combats sont exécutés l’un après l’autre.

## Développement
Initialement baptisé Galactic Empires, le jeu est développé par Tom Cleaver sur un ordinateur Apple II à la fin des années 1970. Son objectif est alors de concevoir un jeu multijoueur qui peut se joué de manière répétée sans lasser les joueurs. Pour cela, il s’inspire notamment de Star Trek, Diplomacy et Risk.  Outre ces trois modèles, le jeu ressemble également à Andromeda Conquest. Comme dans ce dernier, les joueurs cherchent à conquérir l’univers système par système, en exploitant les ressources de nouvelles planètes et en utilisant leur flotte de vaisseaux spatiaux lorsque c’est nécessaire. Le jeu se déroule en revanche à une échelle plus réduite que Andromeda Conquest. Le jeu rencontre un certain succès auprès de ses amis et, après avoir bénéficié d’un peu de publicité dans des magazines spécialisé, il commence à distribuer son programme par email au prix de 2$. Il envoie ensuite un exemplaire du jeu à plusieurs éditeurs afin de le faire publier et est contacté par un petit éditeur de la côte Est des États-Unis, Powersoft, qui lui impose cependant quelques modifications,. Il doit ainsi convertir le programme, initialement écrit en Basic, en Applesoft puis affiné son système de jeu et corrigé certain bugs. Après une centaine d’heure de travail, le jeu est finalement publié fin 1979 sur Apple II,. Malgré des critiques plutôt favorables, le jeu ne se vend pas très bien et Tom Cleaver envisage donc de le proposer à un éditeur de plus grande envergure. Il envoie alors son programme à Avalon Hill qui, impressionné par celui-ci, lui propose de reprogrammer le jeu sur Apple II et d’en superviser la conversion sur Atari 8-bit, TRS-80 et Commodore PET. Il recrute alors un programmeur avec qui il travaille pendant quatre mois sur une nouvelle version du programme, qu’il baptise Galaxy et qui est publié en 1981. 